# Jonathan Gannon
Jonathan Gannon (Cleveland, 4 gennaio 1983) è un allenatore di football americano statunitense che svolge il ruolo di capo-allenatore degli Arizona Cardinals della National Football League (NFL).

## Carriera

### Atlanta Falcons
Nel 2007 Gannon fu assunto dagli Atlanta Falcons come allenatore del controllo qualità della difesa.

### St. Louis Rams
Nel 2009 Gannon passò ai St. Louis Rams come osservatore dei college. Fu promosso a osservatore dei professionisti nel 2010 e lasciò la squadra nel 2011.

### Tennessee Titans
Nel 2012 Gannon tornò ad allenare con i Tennessee Titans esercitando la funzione di controllo qualità della difesa, un ruolo che ricoprì fino al 2013.

### Minnesota Vikings
Nel 2014 Gannon passò ai Minnesota Vikings come assistente allenatore dei defensive back. Ricoprì quel ruolo per quattro stagioni, lasciando la squadra dopo il 2017.

### Indianapolis Colts
Nel 2018 Gannon fu assunto dagli Indianapolis Colts come allenatore dei defensive back e dei cornerback sotto la direzione del capo-allenatore Frank Reich e vi rimase fino al 2020.

### Philadelphia Eagles
Nel 2021 Gannon divenne il coordinatore difensivo dei Philadelphia Eagles. Con essi l'anno successivo raggiunse il Super Bowl LVII, perso contro i Kansas City Chiefs.

### Arizona Cardinals
Due giorni dopo la sconfitta nel Super Bowl LVII, Gannon fu assunto come capo-allenatore degli Arizona Cardinals.
Il 27 aprile 2023 fu rivelato che Gannon aveva avuto un colloquio con i Cardinals la settimana dopo la vittoria nella finale della NFC, cosa vietata dalle regole. Secondo Marcus Hayes del Philadelphia Inquirer, la dirigenza degli Eagles si infuriò con Gannon ritenendo che si fosse distratto prima del Super Bowl. Per tale motivo, gli Eagles e i Cardinals si scambiarono le scelte del terzo giro del Draft NFL 2023 e i Cardinals ricevettero la scelta del quinto giro degli Eagles del 2024.
Nella prima partita come capo-allenatore, Gannon fu sconfitto dai Washington Commanders per 20-16 il 10 settembre 2023. La prima vittoria giunse due settimane dopo contro i Dallas Cowboys per 28–16. La sua prima annata si chiuse con 4 vittorie e 13 sconfitte, all'ultimo posto della division, non potendo contare per la maggior parte della stagione sull'infortunato quarterback titolare Kyler Murray.

## Record come capo-allenatore
| Squadra | Anno   | Stagione regolare | Stagione regolare | Stagione regolare | Stagione regolare | Stagione regolare | Playoff | Playoff | Playoff   |
| Squadra | Anno   | Vinte             | Perse             | Pari              | %                 | Posizione         | Vinte   | Perse   | Risultato |
| ------- | ------ | ----------------- | ----------------- | ----------------- | ----------------- | ----------------- | ------- | ------- | --------- |
| ARI     | 2023   | 4                 | 13                | 0                 | .235              | 4° nella NFC West | -       | -       | -         |
| ARI     | 2024   | 0                 | 0                 | 0                 | .000              | in corso          | -       | -       | -         |
| Totale  | Totale | 4                 | 13                | 0                 | .235              |                   | -       | -       |           |